# Raimon d'Avinhon
Raimon d'Avinhon (fl. primera meitat del s. XIII) fou un trobador occità. Se'n conserva només una poesia.

## Vida
Pràcticament no se sap res d'aquest trobador, del qual només es conserva una poesia. Possiblement fos originari d'Avinyó. Ja que aquesta poesia està compresa en una part d'un cançoner compilada el 1254, ha de ser anterior a aquesta data; per tant, se situa la seva producció en la primera meitat del s. XIII. S'ha dit que podria identificar-se amb el Raimon d'Avinhon que va traduir, a principis de segle, la Practica Chirurgiae de Roger de Parma o de Salern (Ruggero Frugardo) a versos occitans i que s'ha suposat, gratuïtament, que havia de ser metge.
La seva única composició és una peça humorística on descriu llargament (78 versos) els múltiples oficis que ha fet. I diu que és trobaires bels e bos i també joglars desavinens però també bos meges, quant es locs ("bon metge, quan n'és l'ocasió"). De totes maneres, el to humorístic de la peça i l'enumeració d'un centenar d'oficis discordants i desordenats no permet treure conclusions sobre si el trobador i el metge haurien estat una mateixa persona.

### Obra
- (394,1)[2] Sirvens sui avutz et arlotz

### Repertoris
- Alfred Pillet / Henry Carstens, Bibliographie der Troubadours von Dr. Alfred Pillet […] ergänzt, weitergeführt und herausgegeben von Dr. Henry Carstens. Halle : Niemeyer, 1933 [Raimon d'Avinhon és el número PC 394]